# باشگاه فوتبال کنت فوتبال یونایتد
باشگاه فوتبال کنت فوتبال یونایتد (به انگلیسی: Kent Football United Football Club) یک باشگاه فوتبال در شهر کرایفورد، کشور انگلستان است که در سال ۲۰۱۰ میلادی تأسیس شده‌است.